# Fritze Bollmann will nicht angeln
Fritze Bollmann will nicht angeln ist eine siebenteilige deutsche Familienserie von Christa Mühl des DFF, die sonntags von Juli bis August 1994 als Überläuferproduktion im  ORB ausgestrahlt wurde. Gedreht wurde die Serie bereits vom 22. August 1989 bis zum 10. September 1990, die Auslieferung der siebten und letzten Folge wurde am 28. März 1991 realisiert.

## Schauspieler und Rollen
Die folgende Tabelle zeigt die Hauptdarsteller. Daneben waren auch namhafte Gastdarsteller wie Willi Schwabe, Jaecki Schwarz, Willi Neuenhahn, Madeleine Lierck, Peter Bause, Giso Weißbach, Gerit Kling, Theresia Wider und Leon Niemczyk dabei.
| Schauspieler      | Rolle                      | Episoden |
| ----------------- | -------------------------- | -------- |
| Dieter Wien       | Fribo / Bollmann / Denkmal | 7        |
| Peter Mohrdieck   | Heiner                     | 7        |
| Cornelia Kaupert  | Gitty                      | 7        |
| Walfriede Schmitt | Ella                       | 7        |
| Hartmut Schreier  | Mario                      | 7        |
| Ralf Lindermann   | René                       | 7        |
| Anja Kling        | Andrea                     | 7        |
| Herbert Köfer     | Sprecher                   | 7        |

## Episodenliste
| Folge | Titel                      | Ausstrahlung    |
| ----- | -------------------------- | --------------- |
| 1     | Der Schnulzenkönig         | 3. Juli 1994    |
| 2     | Der Platzhirsch            | 10. Juli 1994   |
| 3     | Fribo dreht durch          | 17. Juli 1994   |
| 4     | Das Paarangeln             | 24. Juli 1994   |
| 5     | Der Ersatzmann             | 31. Juli 1994   |
| 6     | Das Ungeheuer vom Beetzsee | 7. August 1994  |
| 7     | Das glückliche Ende        | 14. August 1994 |

## DVD-Veröffentlichung
- Fritze Bollmann will nicht angeln (DDR TV-Archiv) – 2 DVDs , OneGate Media, FSK 0, Laufzeit: ca. 335 Minuten, Erscheinungstermin: 3. Juli 2015.